# 6533 Giuseppina
6533 Giuseppina este un asteroid din centura principală de asteroizi.

## Descriere
6533 Giuseppina este un asteroid din centura principală de asteroizi. A fost descoperit pe 24 februarie 1995 la Catalina Station de Carl W. Hergenrother. Asteroidul prezintă o orbită caracterizată de o semiaxă mare de 2,64 ua, o excentricitate de 0,04 și o înclinație de 22,7° în raport cu ecliptica.